# Graphomya interior
Graphomya interior är en tvåvingeart som beskrevs av Arntfield 1975. Graphomya interior ingår i släktet Graphomya och familjen husflugor. Inga underarter finns listade i Catalogue of Life.